# San Diego Film Critics Society Awards 1997
I premi del 2° San Diego Film Critics Society Awards sono stati annunciati il 18 dicembre 1997.

## Premi assegnati

### Miglior attore
Jack Nicholson – Qualcosa è cambiato

### Miglior attrice
Bai Ling – L'angolo rosso - Colpevole fino a prova contraria

### Miglior regista
Curtis Hanson – L.A. Confidential

### Miglior film
L.A. Confidential

### Miglior film in lingua straniera
Vuoi ballare? - Shall We Dance? • Giappone

### Migliore sceneggiatura originale
Qualcosa è cambiato – James L. Brooks, Mark Andrus

### Migliore adattamento della sceneggiatura
L.A. Confidential – Curtis Hanson, Brian Helgeland

### Miglior attore non protagonista
Burt Reynolds – Boogie Nights - L'altra Hollywood

### Migliore attrice non protagonista
Jurnee Smollett-Bell – La baia di Eva

### Premio speciale
Samuel L. Jackson (come attore dell'anno per i film Codice omicidio 187, Jackie Brown e La baia di Eva)